# O2 월드 함부르크

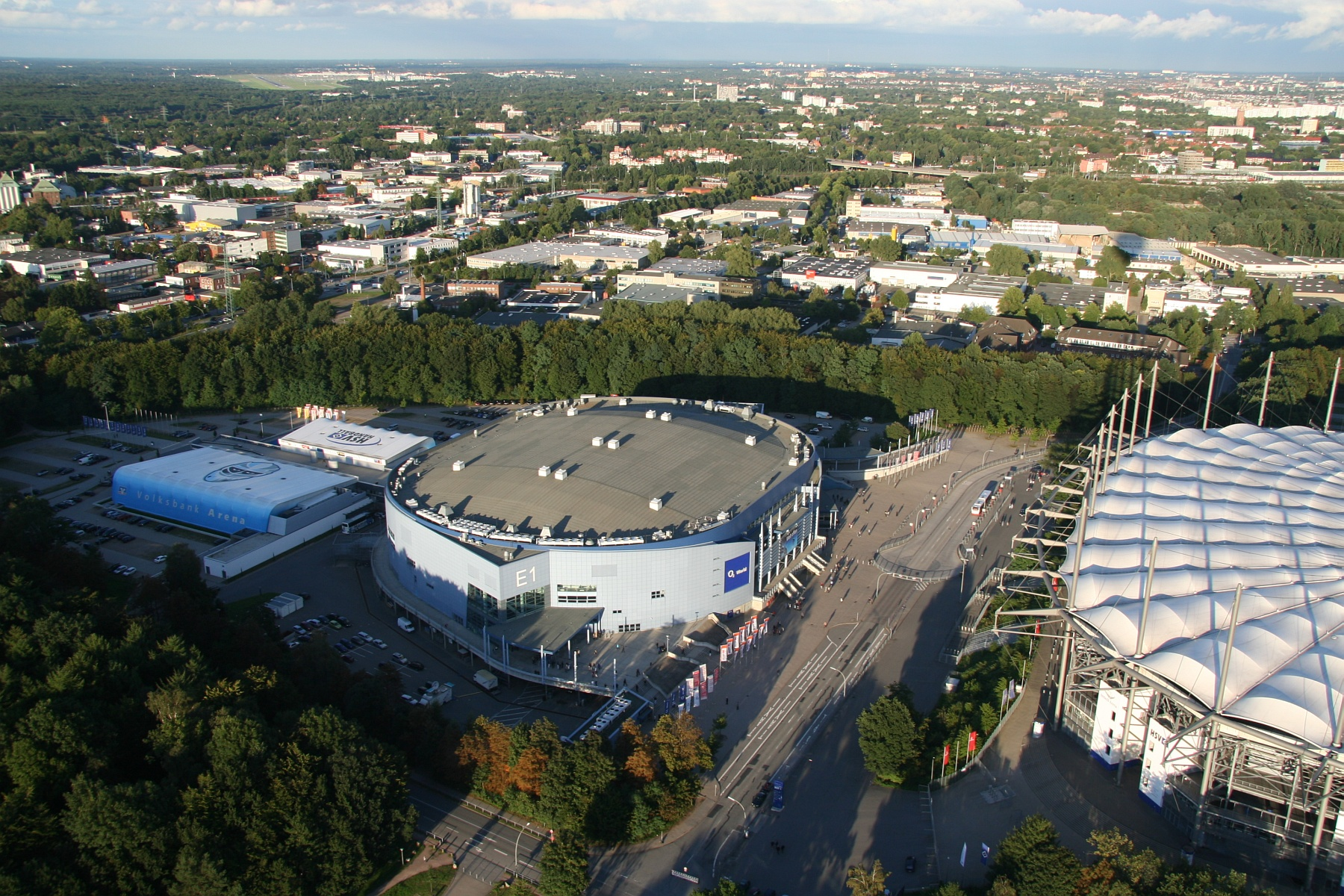
O2 월드 함부르크

O2 월드 함부르크(O2 World Hamburg)는 독일 함부르크에 있는 다목적 경기장이다.